# 杜孺休
杜孺休（9世纪？—890年），字休之，唐朝京兆万年县人。杜佑曾孙，杜式方之孙，杜悰和唐宪宗第十一女岐阳庄淑公主的儿子，杜牧之侄。
乾符三年（876年）十一月，汴宋度支使杜孺休为水部员外郎。升任给事中。大顺元年（890年），钱镠派遣弟弟钱銶率兵攻打苏州徐约，攻破苏州，以海昌都将沈粲行刺史事，唐昭宗命杜孺休为苏州刺史，以沈粲为制置指挥使。钱镠不高兴，暗中派沈粲加害杜孺休。八月，沈粲攻打杜孺休，杜孺休说：“不要杀我，我给你金子。”沈粲说：“杀了你，金子也是我的。”杜孺休与兄杜述休同时被杀。